# Vassilissa la Très Belle
Pour plus de détails, voir Fiche technique et Distribution.
Vassilissa la Très Belle (Василиса Прекрасная, Vasilisa prekrasnaya) est un film soviétique réalisé par Alexandre Rou, sorti en 1939,.

## Fiche technique
- Photographie : Ivan Gortchiline
- Musique : Leonid Polovinkine
- Décors : S. Kouznetsov, Vladimir Egorov
- Montage : Xenia Blinova